# Генрі Марш
Генрі Томас Марш (англ. Henry Thomas Marsh; нар. 5 березня 1950) — британський нейрохірург, піонер нейрохірургічної допомоги для України. Автор бестселера «Історії про життя, смерть і нейрохірургію» (англ. Do No Harm: Stories of Life, Death and Brain Surgery), що вийшов в українському перекладі у «Видавництві Старого Лева».
Кавалер Ордена Британської імперії.

## Освіта
Навчався у підготовчій Dragon School (Оксфорд) і у Вестмінстеріській школі в Лондоні. Згодом вивчав політологію, філософію й економіку в Університетському коледжі (Оксфорд) та Оксфордському університеті. Отримав відзнаку Королівської медичної школи.

## Кар'єра. Громадська діяльність
До 2015 року працював старшим нейрохірургом-консультантом у Лікарні св. Юрія (англ. St. George's Hospital, південний Лондон) — одному з найбільших британських центрів хірургії мозку. Спеціалізується на операціях на мозку під місцевою анестезією.
У 2004 році став головним персонажем документального фільму BBC «Ваше життя — в їхніх руках» (англ. «Your Life in Their Hands»), який здобув золоту медаль Королівського телевізійного товариства.
Починаючи з 1992, співпрацює з нейрохірургами пострадянських країн, головним чином в Україні. Першим в Україні зробив операцію з невралгії трійчастого нерва. Його діяльність в Україні стала темою британського документального фільму «Англійський хірург» (2007), представленого в Storyville (програмі-серіалі документальних фільмів 4-го телеканалу BBC) у сезоні 2007—2008. Це фільм про хірурга, який бореться з моральними й етичними проблемами. Більшу його частину зняли в українській лікарні. Рейтинг фільму на IMDb — 8,1.
Взимку 2013—2014 був на Майдані в Києві під час Революції Гідності. Неодноразово приїжджав до Львова, де надавав безоплатні консультації у нейрохірургічному відділені Дитячої клінічної лікарні, а також виступав в українських вишах із лекціями. Продовжував відвідувати Україну, вчити та давати поради місцевим лікарям після повномасштабного російського вторгнення в Україну.
2023 року разом із Рейчел Кларк став співзасновником британської благодійної організації «Хоспіс Юкрейн» (англ. Hospice Ukraine), яка підтримує діяльність хоспісів в Україні.

## Літературна діяльність

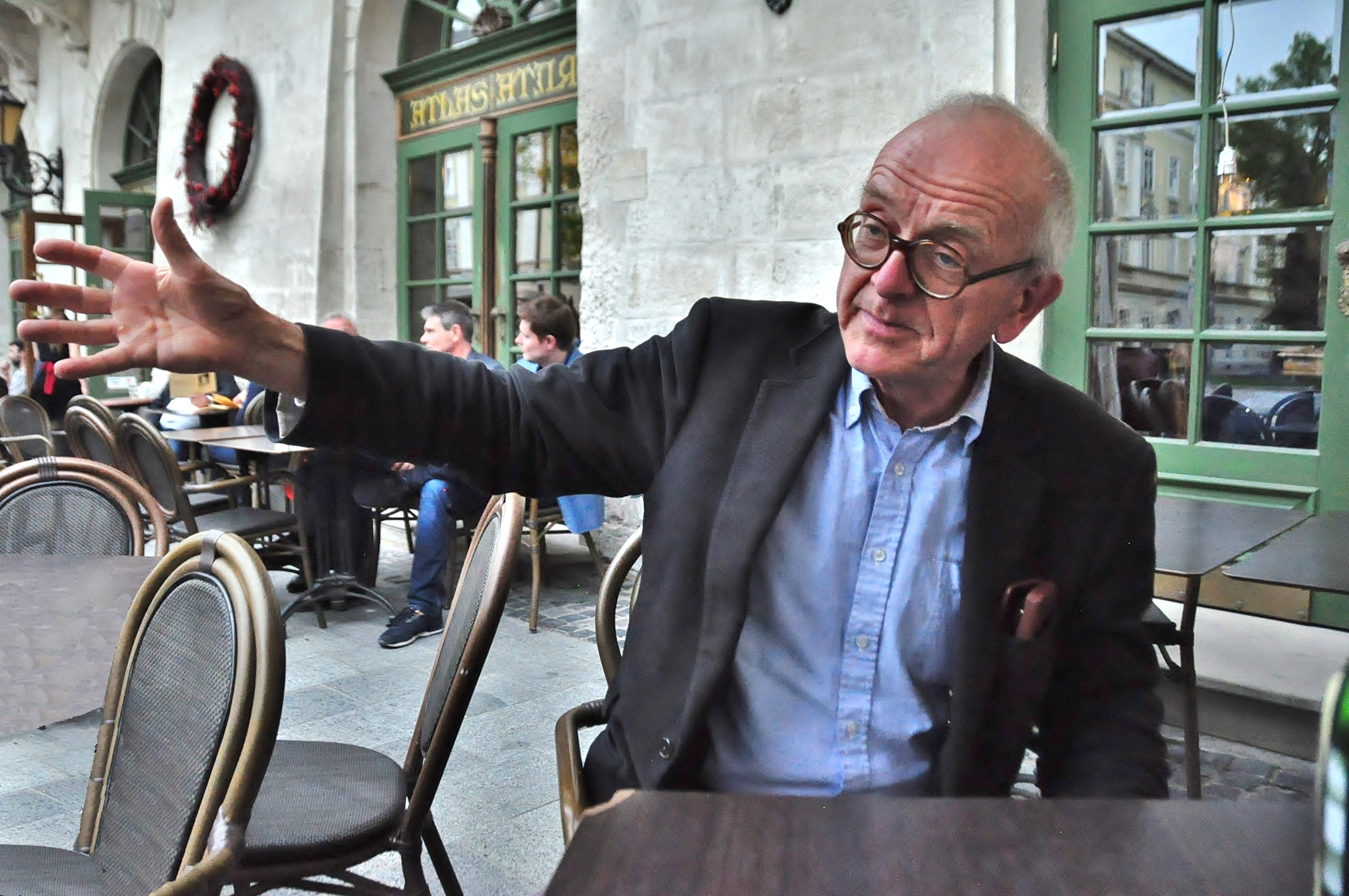
Генрі Марш в одній з львівських кав'ярень, 2017

У 2014 році у британському видавництві «Orion Publishers» вийшли його мемуари «Do No Harm: Stories of Life, Death and Brain Surgery». За оцінкою журналу «Економіст», книжці притаманний «напрочуд елегантний стиль написання», а «в особі п. Марша нейрохірургія знайшла свого Босуела» (Дж. Босуел — письменник XVIII століття, якого вважають одним із найкращих англомовних біографістів).
У 2015 нейрохірург Андрій Мизак переклав англійський бестселер українською мовою, у серпні того ж року книга «Історії про життя, смерть і нейрохірургію» вийшла у «Видавництві Старого Лева» в оформленні Назара Гайдучика. У 2015 році Генрі Марш був одним із головних іноземних гостей Форуму видавців у Львові, у рамках якого провів лекцію «Тягар вибору між правдою і надією» для студентів Українського Католицького Університету та взяв участь у презентації українського перекладу своєї книжки.
У 2017 році у «Видавництві Старого Лева» в перекладі Катерини Міхаліциної вийшло продовження книжки — «Ні сонце, ані смерть. Зі щоденника нейрохірурга» (англ. Admissions: A Life in Brain Surgery). У видавництві зазначили: «“Ні сонце, ані смерть” — це цитата з Ларошфуко (Ні на сонце, ані на смерть неможливо дивитись впритул, – ред.). Оскільки в англомовній назві використано гру слів, яку не можна перекласти українською у такому форматі, то перекладачка Катерина Міхаліцина, спілкуючись із Генрі Маршем, шукала альтернативну назву і разом із Генрі вони зупинилися на цьому варіанті». Генрі Марш став одним із почесних гостей 24-го Форуму видавців.
У 2022 році Видавництво Старого Лева перевидало книгу Генрі Марша «Ні сонце, ані смерть. Зі щоденників нейрохірурга» в оновленому дизайні.
У 2023 році українською вийшла книга Генрі Марша «І наостанок» (англ. And Finally).

## Нагороди
У 2010 році з нагоди свого дня народження нагороджений орденом Британської імперії.

## Особисте життя
Молодший брат історика архітектури Бріджит Черрі. Одружений з дослідницею в галузі соціальної антропології Кейт Фокс — саме їй він присвятив свою першу книгу. Має трьох дітей від першого шлюбу.
У квітні 2021 року у нього діагностували агресивний рак простати, після лікування перебуває на стадії ремісії.
У вільний час займається виготовленням меблів і пасічництвом.